# Melipona beecheii
Espèce
Melipona beecheii (en maya : xunan kab) est une espèce d'abeille à miel d'Amérique centrale. Son exploitation est connue par le codex de Madrid.
Elle ne possède pas de dard et a donc été qualifiée de mouche à miel, comme d'ailleurs toutes les abeilles du genre Melipona. Paradoxalement, et bien que munies d'un dard et aptes à l'utiliser, les ouvrières de l'abeille domestique ou européenne portent aussi le nom vernaculaire de "mouches à miel".

## Nom vernaculaire
Les Mayas nommaient Melipona beecheii "Xunán kab", qui signifie littéralement la « vraie dame ».

## Biologie
Chez les Mélipones, (contrairement à Apis mellifera où normalement seule la reine pond), toutes les femelles sont capables de pondre des œufs. Les ouvrières construisent des loges en cire de la même manière que les abeilles domestiques mais de forme arrondie. Avant la ponte la reine s'agite sur les cellules, ce qui provoque chez les ouvrières une accélération de la construction des cellules. Les ouvrières durant cette phase préparatoire à la ponte échangent de nombreuses informations avec la reine et de la nourriture (trophallaxie). Les ouvrières remplissent ensuite ces cellules de miel et pondent un œuf dans chacune d'elles. Ces œufs sont systématiquement dévorés par la reine qui y pond ensuite elle-même un œuf. Les ouvrières vont ensuite refermer la cellule pour que la larve y accomplisse son développement.

## Production de miel
Cette abeille est élevée dans la péninsule du Yucatán pour sa cire et son miel depuis l'époque précolombienne par les Mayas. Cette Mélipone semble même avoir été l'abeille à miel préférée de ces derniers. Bien que cette espèce ne migre pas, s'adapte facilement aux ruches artificielles et n'est pas en mesure de devenir agressive, elle a été délaissée au profit de A. mellifera bien plus productive.
Cependant contrairement à Apis mellifera, la reine ne s'échappe pas de la ruche pour être fécondée ce qui permet à l'apiculteur de contrôler la reproduction, ce qui en fait une espèce domestique à part entière. En outre elle résiste à certains ravageurs qui touchent A. mellifera. 
Pendant la période coloniale leur exploitation a permis d'exporter du miel vers l'Europe.